# Schwaz (distrikt)
Schwaz är ett distrikt i förbundslandet Tyrolen i Österrike.
Distriktet gränsar till Tyskland i norr och Italien i söder, distrikten Innsbruck-Land i väst, distrikten Kufstein och Kitzbühel samt förbundslandet Salzburg i öst. Områdets areal är 1 843 km² och invånarantalet den 1 januari 2023 var 86 511. Staden Schwaz är administrativt centrum i distriktet.
Distriktet består av 39 kommuner, varav en stadskommun och fyra köpingskommuner:

Kommunerna i distriktet Schwaz.

Stadskommun (Stadtgemeinde):
- Schwaz

Köpingskommuner (Marktgemeinden):
- Jenbach
- Mayrhofen
- Vomp
- Zell am Ziller

Kommuner (Gemeinden):

- Achenkirch
- Aschau im Zillertal
- Brandberg
- Bruck am Ziller
- Buch in Tirol
- Eben am Achensee
- Finkenberg
- Fügen
- Fügenberg
- Gallzein
- Gerlos
- Gerlosberg
- Hainzenberg
- Hart im Zillertal
- Hippach
- Kaltenbach
- Pill
- Ramsau im Zillertal
- Ried im Zillertal
- Rohrberg
- Schlitters
- Schwendau
- Stans
- Steinberg am Rofan
- Strass im Zillertal
- Stumm
- Stummerberg
- Terfens
- Tux
- Uderns
- Weer
- Weerberg
- Wiesing
- Zellberg